# Jacques Vallée

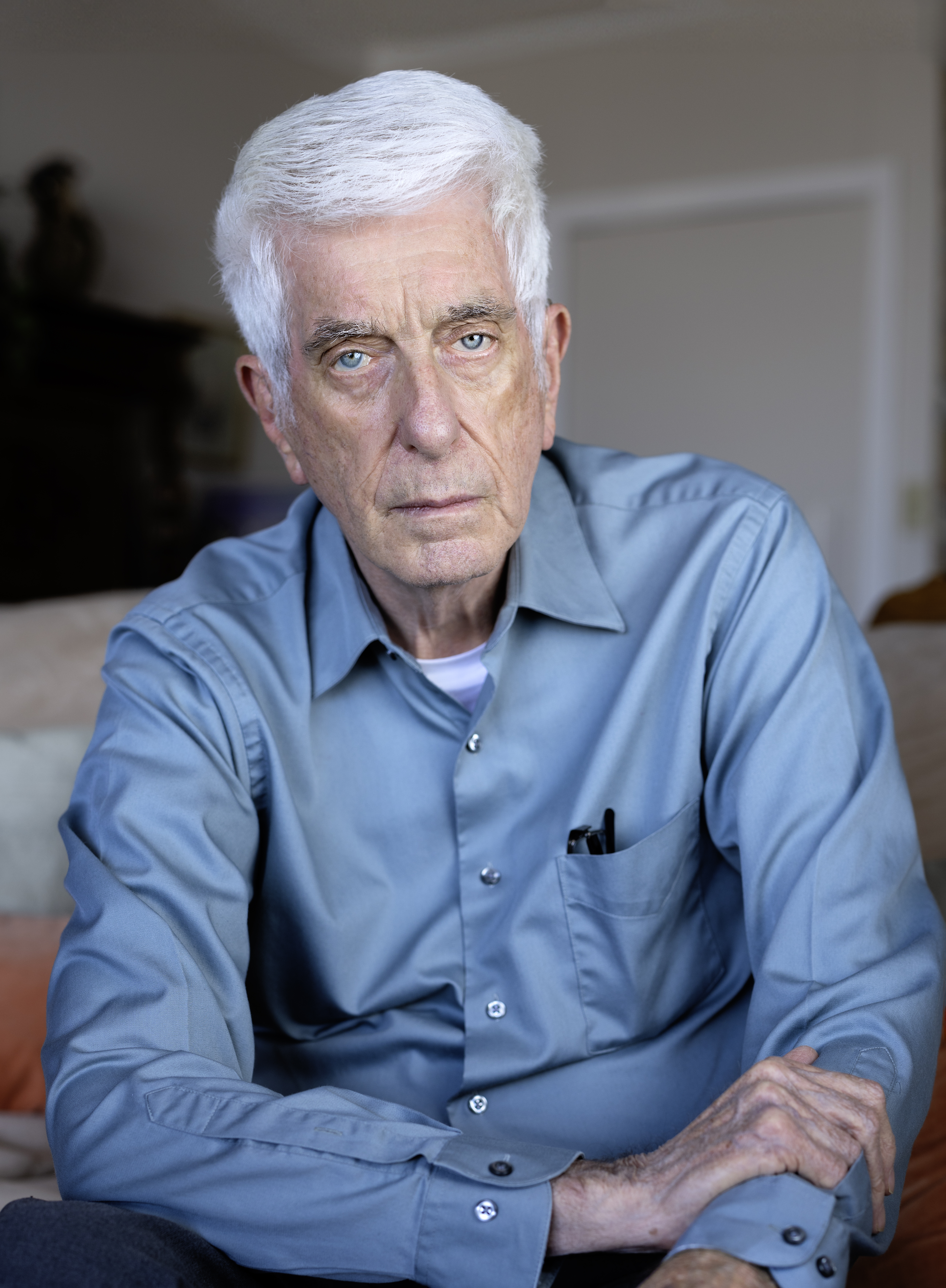
Jacques Vallée, 2024

Jacques Vallée (Pontoise, 24 september 1939) is een Franse computerwetenschapper, astronoom en ufo-deskundige. Vallée is bekend geworden door zijn baanbrekende onderzoekingen aangaande het ufo-fenomeen. Hij neemt, naast John A. Keel, een geheel eigen plaats in in de ufologie, doordat hij zowel een aardse - als buitenaardse hypothese als verklaring voor het ufo-verschijnsel afwijst.

## Theorie
Volgens Vallée werden in vroeger tijden ufo's wereldwijd als religieuze tekens geïnterpreteerd, doordat het verschijnsel zich met deze thematiek leek bezig te houden (onder andere Maria-verschijningen, vliegende kruisen, vliegende draken), of als uitingen van mythologische wezens. Sinds de Verlichting werd dit raamwerk langzaam losgelaten (met enige nadrukkelijke uitzonderingen zoals de gebeurtenissen te Fátima (Onze-Lieve-Vrouw van Fátima, het Zonnewonder) in Portugal (1917), en de vooronderstelde verschijningen van Maria op een Koptische kerk te Zeitoun in Egypte (1968)), en ging het zich meestal spiegelen aan technische vorderingen op het gebied van lucht - en ruimtevaart, waarbij het fenomeen deze ontwikkelingen steeds een stap vooruit scheen te wezen (waarneming van luchtschepen, 1896-1897; spookvliegtuigen, 1933-1934; spookraketten, 1946; schotelvormige vliegende voorwerpen met een sterke buitenaardse connotatie, mede door contactverhalen over ontmoetingen met piloten van deze voorwerpen, 1947 en later).
Vallée ziet ufo's derhalve niet als voertuigen van een buitenaardse beschaving, maar eerder als onderdeel van een breder scala aan fenomenen (waar ook de volkseigen folklore op gebaseerd kan zijn, gezien de overeenkomsten die er zijn in karakter en gedrag met de met 'magische' krachten begiftigde elfen en kabouters) die hun oorsprong hebben in een andere werkelijkheid - door hem "Metarealiteit" genoemd, waarmee mogelijk controle over de menselijke psyche wordt uitgeoefend.
Het belangrijkste argument voor deze bewering is volgens Vallée het feit dat het verschijnsel zich lijkt aan te passen aan het tijdsgewricht waarbinnen het zich manifesteert (of: moet manifesteren?), daarbij beelden introducerend die een rol gaan spelen in het collectief geheugen van de mensheid en zo richting geven aan het menselijk handelen en dus de geschiedenis.